# Giovanni Losi

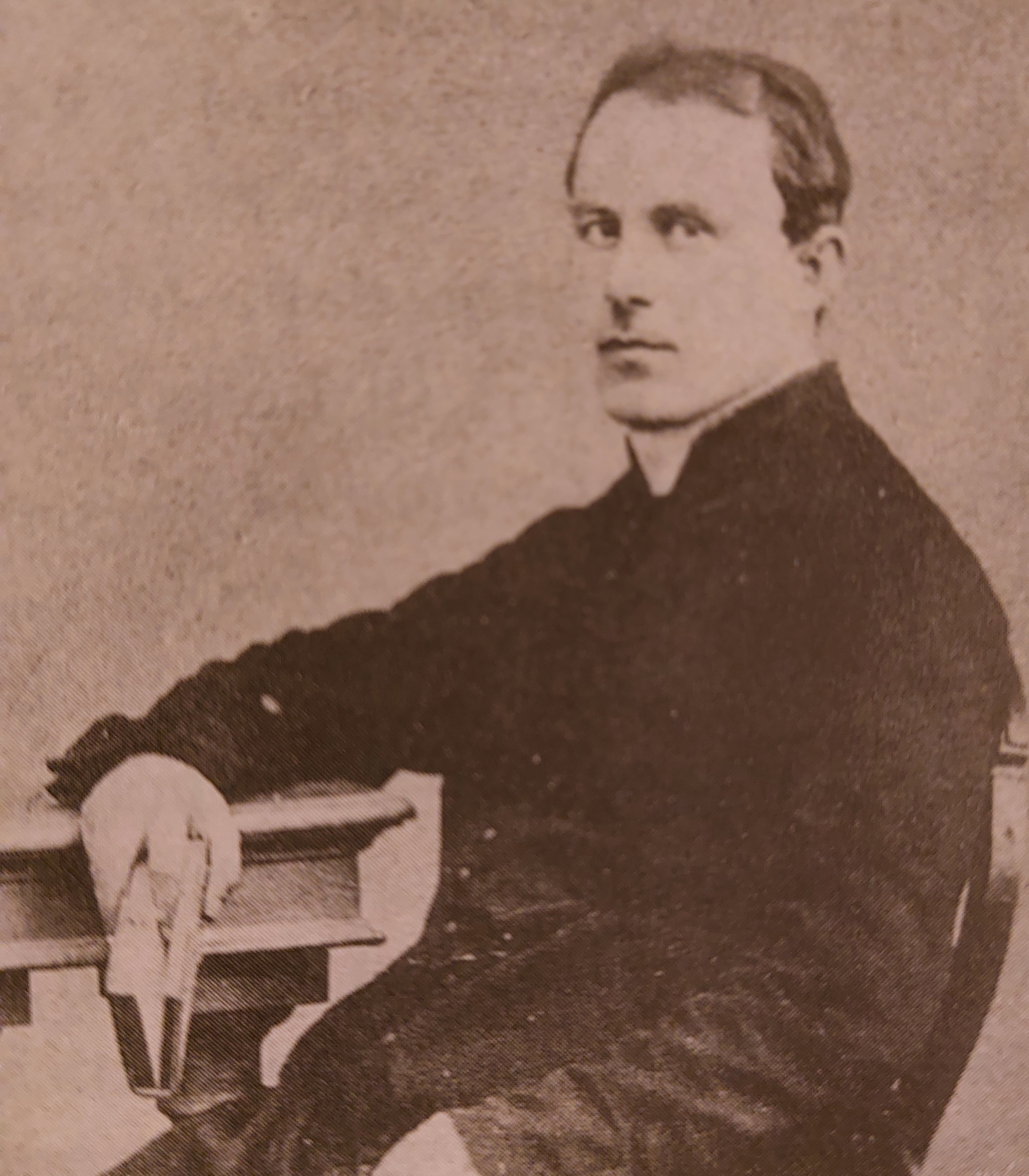
Giovanni Losi (1865)

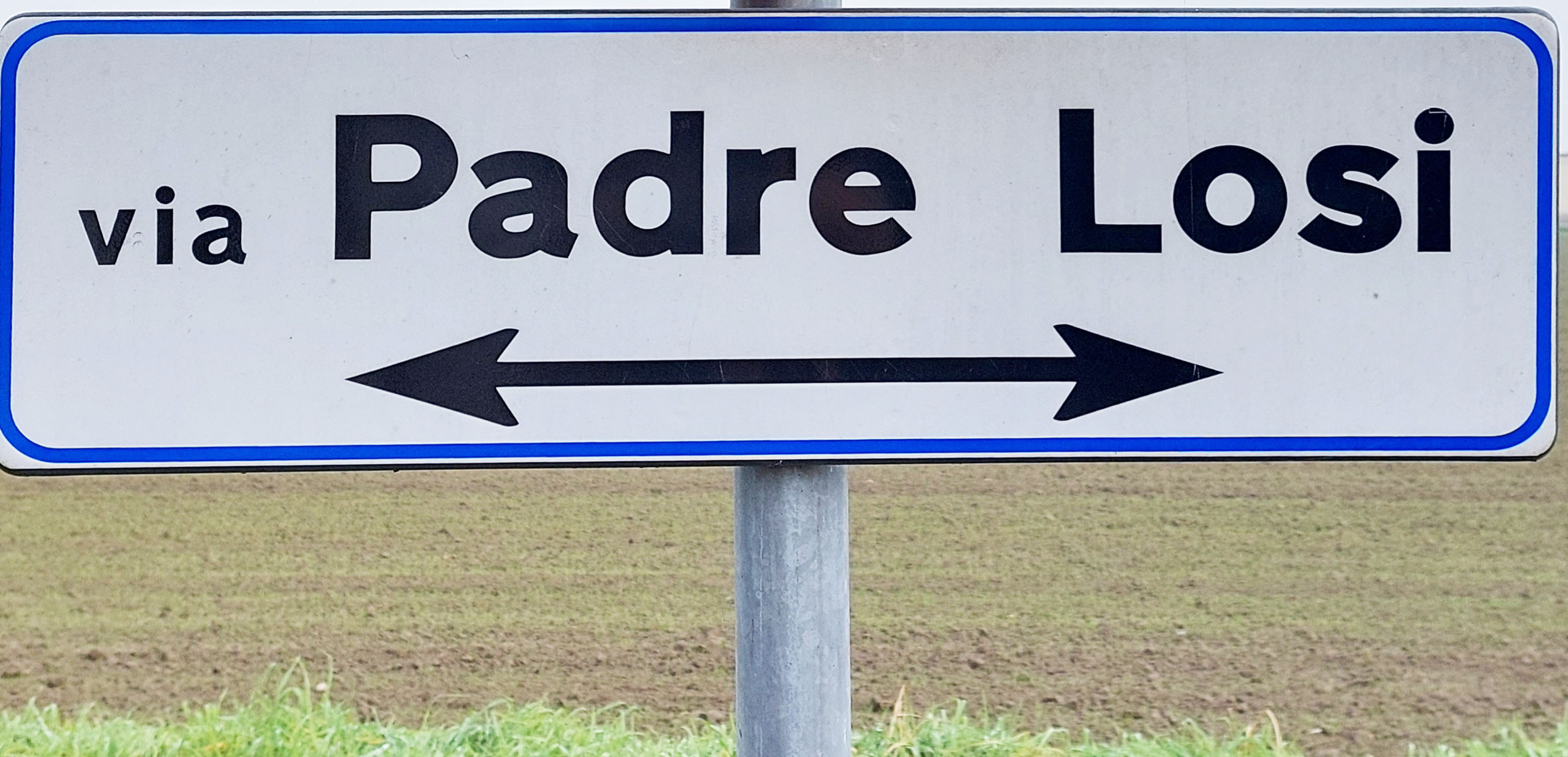
Giovanni Losi Straße, Caselle Landi

Giovanni Losi MCCJ (* 29. November 1838 in Caselle Landi, Lombardei; † 27. Dezember 1882 in al-Ubayyid, Sudan) war ein römisch-katholischer Ordenspriester. Er war von 1881 bis 1882 Nachfolger ad interim von Daniele Comboni in der Zentralafrika-Mission.

## Leben

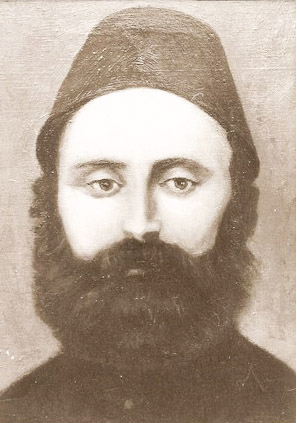
Pater Losi im Jahr 1880 im Sudan.

Giovanni Losi wurde 1838 in Caselle Landi geboren und im Jahr 1862 zum Priester geweiht. Er trat der Ordensgemeinschaft der Comboni-Missionare vom Herzen Jesu in Verona in 1872 bei und reiste im folgenden Jahr als Missionar in den Sudan aus. Er wurde der persönliche Beichtvater von Pater Comboni. Zusammen mit seinem Pater Luigi Bonomi veröffentlichte er den ersten Katechismus und das erste Wörterbuch in Nobiin-Sprache, die bis dahin in Europa unbekannt waren.
Er erkrankte an Skorbut und starb am 27. Dezember 1882. Er wurde in El-Obeid begraben, aber sein Grab wurde von Fundamentalisten geschändet, als die Mahadis 1889 die Region eroberten.
Die Gemeindeverwaltung von Caselle Landi benannte eine Straße nach ihm.